# Cătălin Samoilă
Cătălin Ilie Samoilă (n. 12 ianuarie 1990, București) este un fost fotbalist român, portar la Dinamo si retras din activitatea sportiva la 1 iulie 2018, din liga 4 Italia clubul US Agropoli 1921.